# 舟橋 (富山市)
舟橋（ふなはし）は、富山県富山市の松川にかかる富山県道208号小竹諏訪川原線の橋。江戸時代には神通川に架かる日本一の船橋（舟橋）として著名になる。1998年（平成10年）には日本百名橋に選定されている。

## 橋の歴史

### 船橋時代
1605年（慶長10年）6月28日に隠居し、富山城を居城とした加賀前田家2代前田利長は、富山城の改修と同時に富山の町割りを定め、新城下町を整備したが、舟橋はこの頃にそれまでの舟渡しを改めて架橋されたものと考えられている。1606年（慶長11年）に舟橋小嶋町に住む船頭の居屋敷に係る地子を免ずる旨の史料が残っていることから、この頃には既に舟渡しは舟橋に改まっていたものといわれる。この舟橋架橋以前には、舟渡しが両岸連絡の任務を果しており、その渡し舟に関する掟は、1580年（天正8年）11月に佐々成政が定めたものが最も早いものとされる。
なお、1596年（慶長元年）に前田利家により52艘の船を太綱で繋ぎ、2列の板を使用した舟橋が架橋されているが、架橋場所は江戸時代の位置とは異なっている。
1639年（寛永16年）6月20日、前田利常の隠居に伴い、その次男利次に富山10万石が分与され富山藩が成立し、新川郡と婦負郡の境に当る舟橋は加賀藩と富山藩双方が関係する橋となったので、1641年（寛永18年）正月に利常は神通川船橋掟を定めてこれを富山藩に通牒した。分藩当初の富山藩は飛地が多く、不合理な状態が続いていたので、1659年（万治2年）に前田利次はそれまで借地であった富山城城下の富山町と新川郡浦山村一帯を加賀藩と交換し、翌1660年（万治3年）に富山城を居城と定め、1661年（万治4年）5月よりその修繕や城下町の整備事業に着手した。これにより、富山町の区分が改められることとなったため、それまで富山城の東側に架橋されていた舟橋は、富山城の北西にあたる七間町と船頭町の間に架かることとなり、その管理等もすべて富山藩が行うこととなった。
橋は、富山のランドマークであり周辺は茶店やます寿司の店が並び賑わった。1709年（宝永6年）、藩は橋の周囲で町民が納涼のための舟遊びをしたり、太鼓や三味線などの楽器の打ち鳴らし、浄瑠璃などの語り、花火をすることは華奢であるとして禁止している。
船橋は両岸に鎖杭という太さ4尺（約1.21m）、地上部分の長さ1丈5尺（約4.55m）もある欅の柱をそれぞれ2本立て、太い鉄鎖（一つ長さ約25cm）を両岸より渡し、その鎖に長さ6間余（約10.91m）、幅6尺2寸（約1.88m）、深さ1尺7寸5分（約53.0cm）の舟を64艘浮かべ繋ぐ。鎖は中央で鍵で繋ぎ碇をつけて川底に固定した。舟の上には長さ5間2尺（約9.45m）、幅1尺2寸以上（約36.4cm）、厚さ3寸（約9.1cm）の板を4列で32枚を掛け、大水のときには規定水位を超えると鍵を外して橋を切り離し流失を防いだ。また橋を切り離し再び繋ぐまでは渡し船を出していた。なお後に、板は7列に、鎖は1649年（慶安2年）以降、雄雌2条の鎖に変更されている。
江戸時代には他所にも舟橋はあり、福井には長さ120間（約218m、舟数48艘）の九頭竜川舟橋（越前舟橋・現九頭竜橋）、盛岡の北上川には長さ110間（約200m、舟数48艘）の新山舟橋（南部舟橋・現明治橋）などがありそれぞれ図会（ずえ）が残されているが、いずれの橋もほぼ真っ直ぐに描かれている。
しかし日本屈指の急流であり、春には特に水量が増え川幅も広い神通川の船橋は、初代歌川広重が「六十余州名所図会」に「冨山船橋」として描くなど、多くの浮世絵などの図会が制作されているが、いずれの図会も川の流れにより大きく下流側に弧を描く橋が描かれており、そのダイナミックな姿や、「東遊記」など多くの紀行文などが他国に紹介されたことにより全国に知られることとなり、立山と共に越中名所の一つとなった。

### 神通橋時代以降
1882年（明治15年）12月、神通川に架けられた舟橋を木橋に交換する工事が落成し「神通橋」と名付けられた。幅4間（7.2m）、長さ127間（228.6m）、工費は2万5,847円。
1883年（明治16年）1月28日に船橋にかわる「神通橋」という名の木橋の渡橋式が行われ、舟橋は撤去された。1894年（明治27年）11月2日には架換が行われ、また1898年（明治31年）には延長27間が継ぎ足され、橋の合計長は150間程となった。その後、1903年（明治36年）5月21日の神通川流路改修工事に伴う廃川地埋立事業の影響によって、神通橋は撤去されることとなり、1935年（昭和10年）の埋立事業完成以降は松川に架かる舟橋となった。
2025年（令和7年）現在において松川に架かる舟橋は、松川の護岸工事に合わせて、1989年（平成元年）9月に完成し、同年9月20日より通行開始したものである。表面を木目調に仕上げ、橋の中央部両側に舟形のバルコニーが取り付けられ、往時の舟橋において用いられていた舟を繋ぐための鉄鎖がモニュメントとして用いられるなど、往時の舟橋の姿が再現されている。また、工事中に発見された木橋時代の橋台の石積みを護岸として活用し、照明は古風なガラス灯にした。また、両端の親柱には舟橋の複製写真を取り付けている。事業費は1億5,000万円。

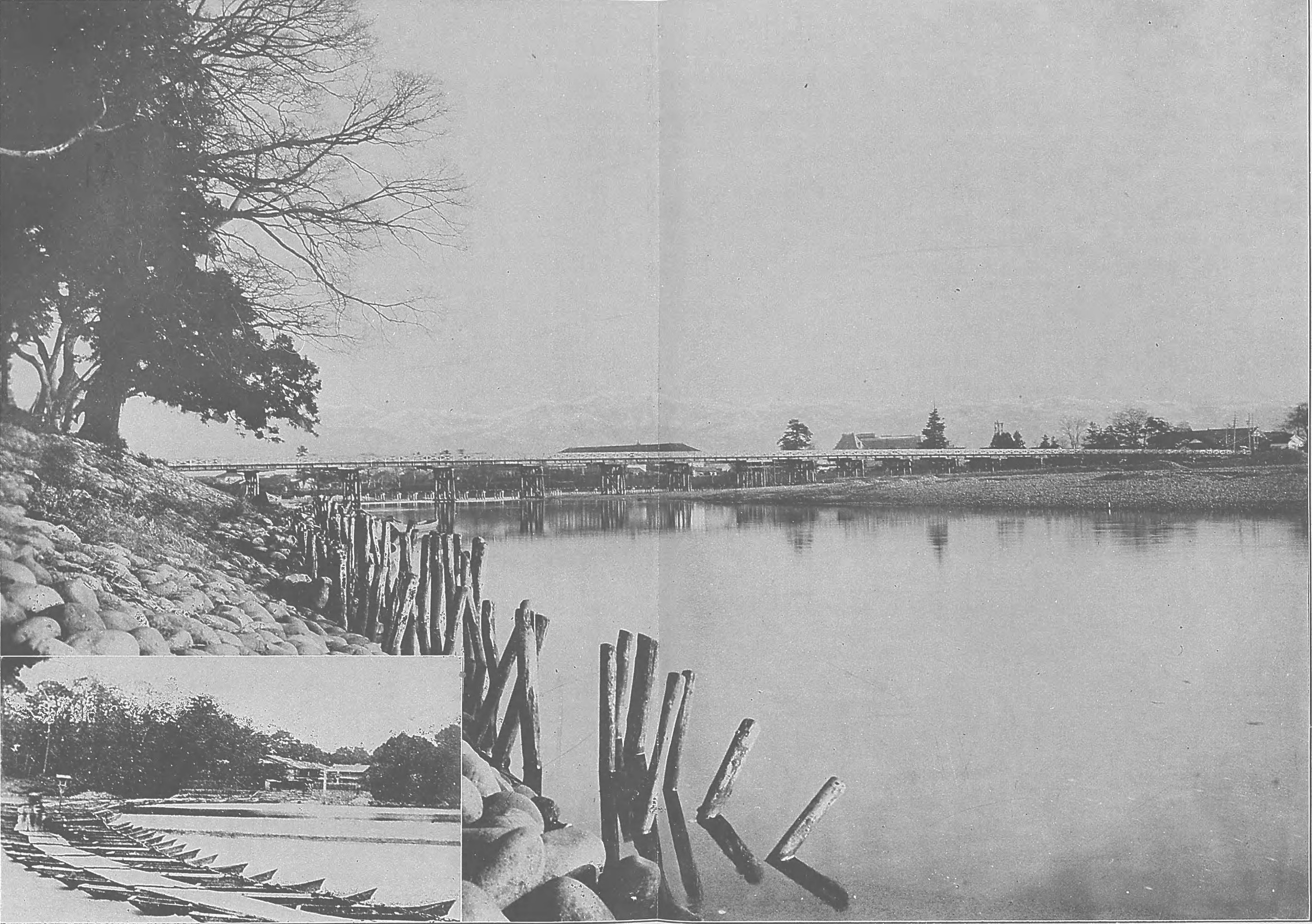
1883年（明治16年）以前の舟橋と1909年（明治42年）当時の神通橋
神通川改修工事以前の流路と改修後の流路を示す図
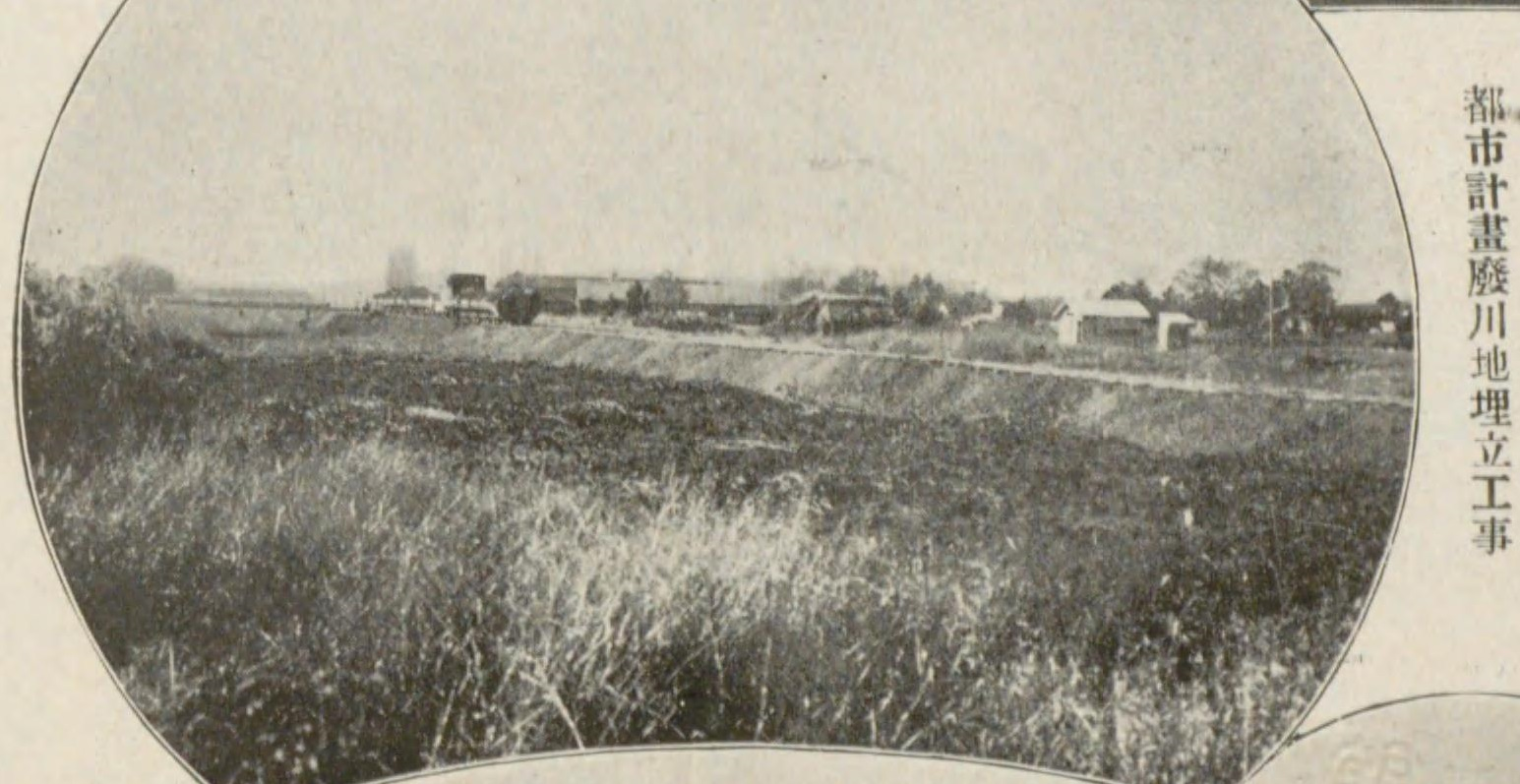
旧神通川流路の埋立事業
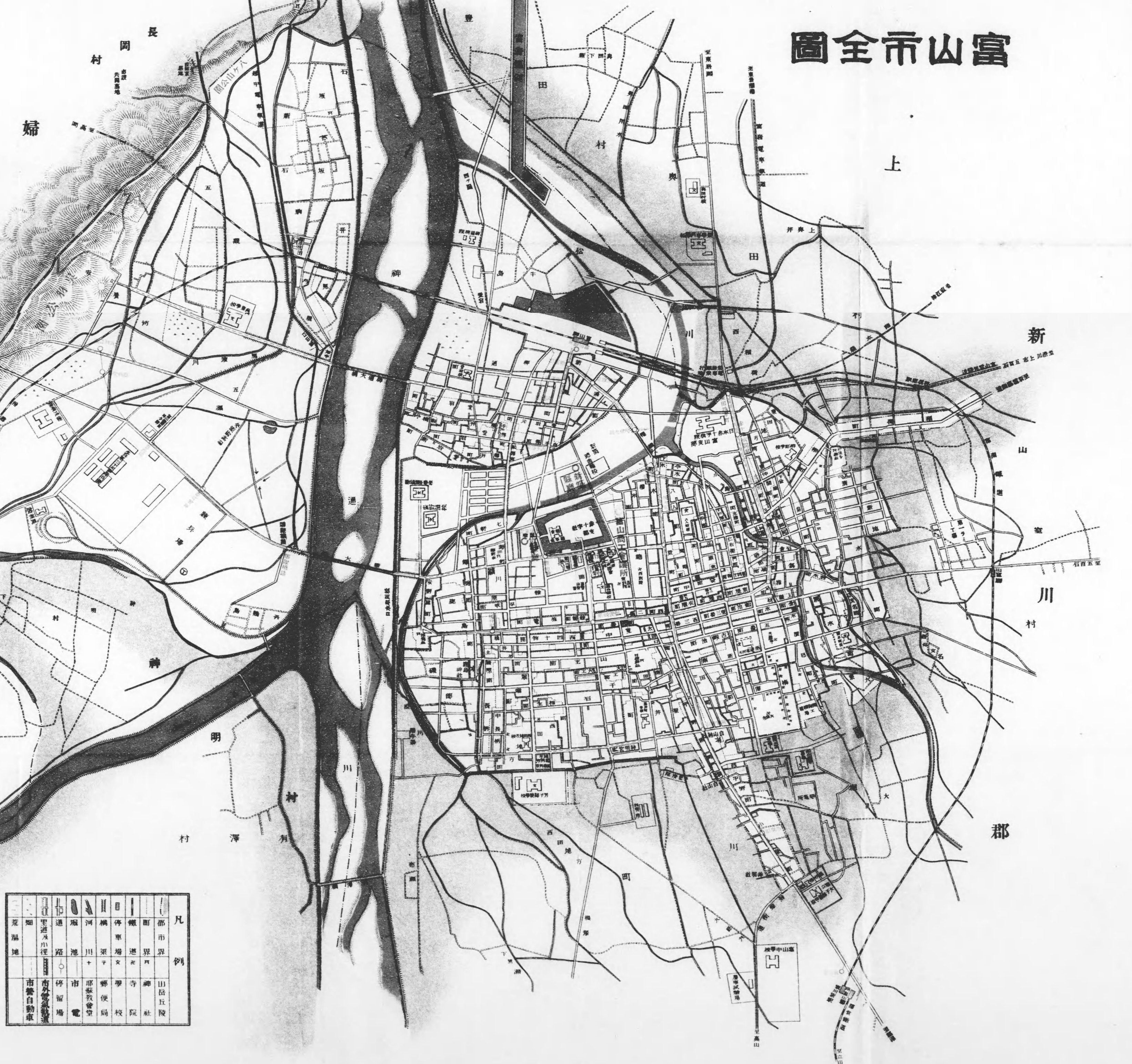
旧神通川流路の埋立事業が完成しつつある1934年（昭和9年）当時の富山市全図
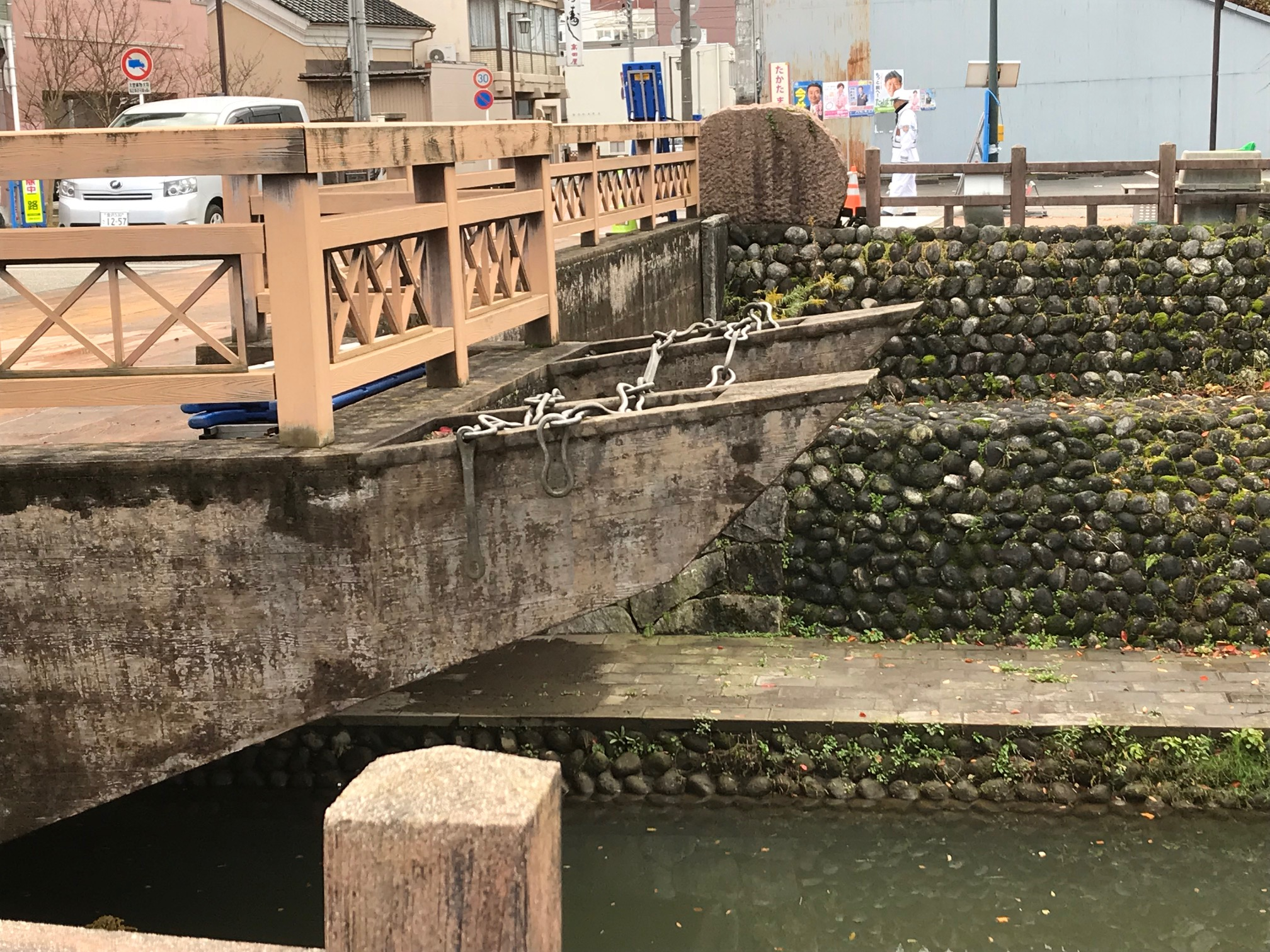
2017年（平成29年）現在の舟橋。往時の舟橋をモチーフとしてデザインされている。
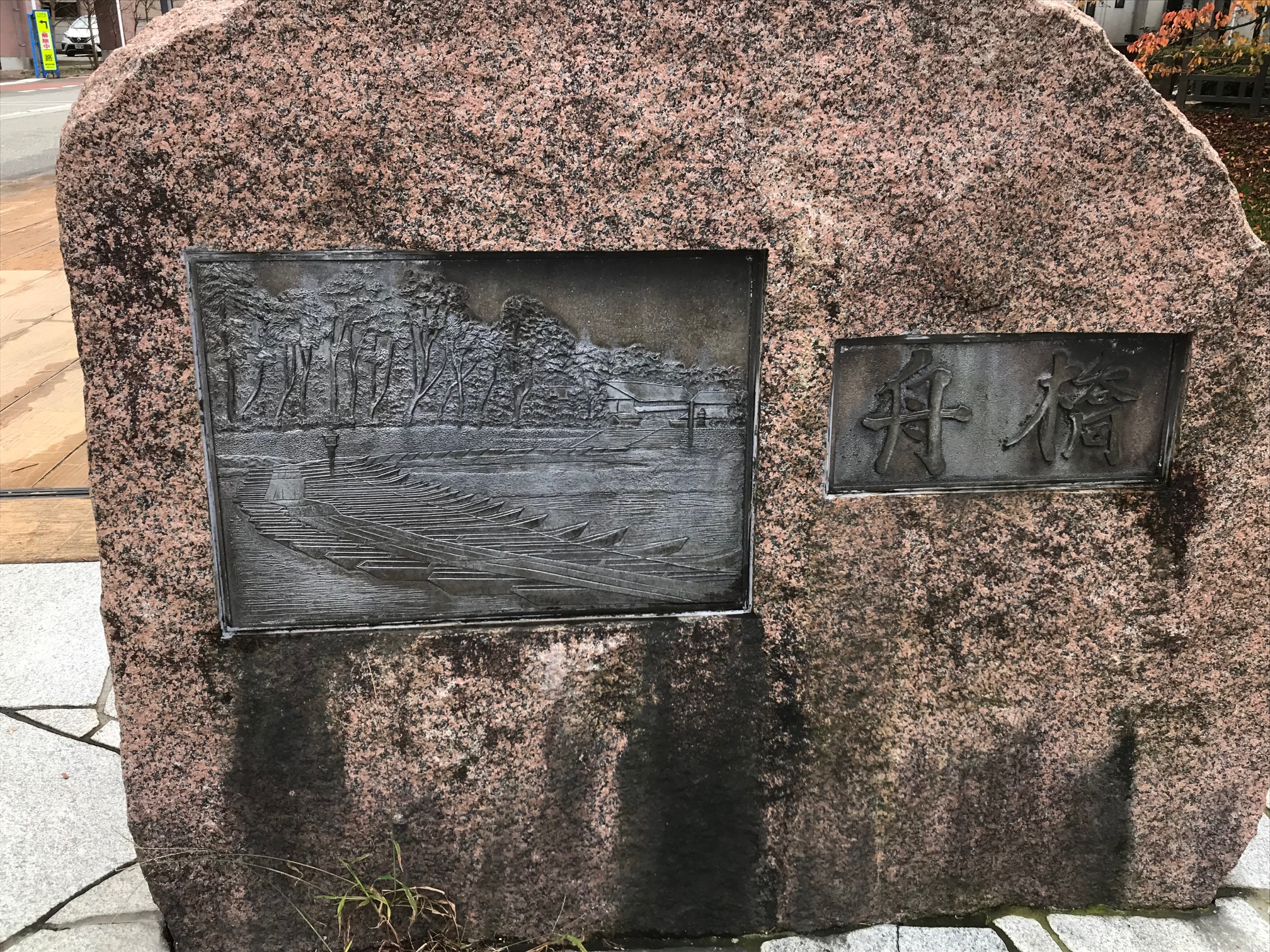
舟橋に付されているレリーフ

## 常夜燈
旧船橋の両岸（今の舟橋の南岸および北に200mほど離れた場所）には橋のしるべを示す常夜燈（1799年（寛政11年）建）があるが、富山大空襲の際の焼夷弾により一部が破損している。

## 船橋体験
毎年9月の第3日曜日には富岩運河環水公園にて、鎖でボート9艘（長さ 約15.4m）を繋ぎ板を渡して、実際に渡る体験イベントを行っている。

## 文芸作品
古くから俳句・和歌・漢詩の題材となっている。
- 十返舎一九は『金草鞋』に舟橋を「めずらしや かかるはや瀬を船橋の 自由自在な神通川」と詠んだ。

## 絵画作品
舟橋は江戸時代の富山を代表する名所としても知られ、浮世絵などの画題としても多く取り上げられている。
- 「六十余州名所図会　越中・富山船橋」　嘉永6年（1853年）　歌川広重
- 「富山城下神通川船橋図」　江戸時代後期　山下守胤
- 「越中富山神通川船橋之図」　江戸時代末期　三代目歌川国重
- 「越中之国富山船橋之真景」　明治初期　松浦守美